# Baadur Jobava
Baadur Jobava, traslitterato anche Baadur Džobava (in georgiano ბაადურ ჯობავა?, in russo Баадур Джобава?; Gali, 26 novembre 1983), è uno scacchista georgiano.

## Biografia
È stato campione georgiano nel 2003, 2007 e 2012. Ha partecipato a otto Olimpiadi degli scacchi (2000, 2002, 2004, 2006, 2008, 2010, 2014, 2016) con la squadra della Georgia, vincendo due medaglie d'oro individuali nel 2004, come miglior quarta scacchiera e come miglior prestazione Elo, con 8,5 punti su 10 e una medaglia d'oro individuale nel 2016, alle Olimpiadi di Baku, dove ha giocato in prima scacchiera e ottenuto 8 punti su 10.
È diventato noto per la sua preparazione delle partite dopo aver battuto il Grande maestro Evgenij Bareev in una linea lunga 34 mosse, interamente preparata, nel 2003. Nel 2004 ha vinto in modo simile alle Olimpiadi contro Aleksandr Griščuk.
Jobava è un fortissimo giocatore lampo. Con il nickname Oligarckh è un assiduo frequentatore del sito di gioco online Playchess (gestito dalla Chessbase), ed è da molto tempo ai primissimi posti del punteggio Elo nel gioco blitz.
Nella lista FIDE di settembre 2012 ha raggiunto il suo record personale con un punteggio Elo di 2734 punti, dato che lo ha collocato al 19º posto nella classifica mondiale e al 1º posto nel suo Paese.

## Principali risultati individuali
- 2006
  - in febbraio vince il prestigioso Open Aeroflot di Mosca.[5]
- 2010
  - in marzo a Fiume si classifica secondo al Campionato europeo assoluto.[6]
- 2011
  - in dicembre vince il Trofeo Edoardo Crespi a Milano.
- 2012
  - in luglio vince a Poznań un match contro Radosław Wojtaszek ottenendo 5 punti su 8, l'incontro disputato per celebrare Akiba Rubinstein consisteva nel giocare 8 partite, 4 a cadenza classica e 4 a cadenza rapida.[7][8]
- 2017
  - In giugno a Minsk si classifica secondo al Campionato europeo assoluto, superato solo per spareggio tecnico da Maksim Matlakov[9]. In luglio a Helsingør vince imbattuto il torneo Xtracon Chess Open con 8,5 punti su 10.[10]